# Klobuky
Klobuky è un comune della Repubblica Ceca facente parte del distretto di Kladno, in Boemia Centrale.
A poca distanza dall'abitato, isolato in un campo, si trova un menhir di epoca preistorica, alto circa 3,3 m, chiamato localmente Il pastore pietrificato (in ceco Zkamenělý pastýř) oppure L'uomo di pietra (in ceco Kamenný muž).
Qua nacque il politico Jan Malypetr.